# Championnat d'Italie de rugby à XV 1998-1999
Navigation
Serie A1 1997-1998 Serie A1 1999-2000
Le Championnat d'Italie de rugby à XV 1998-1999 oppose les douze meilleures équipes italiennes de rugby à XV. Le championnat débute en 1998 et se termine le 29 mai 1999. Les 12 équipes participent à ce championnat avec 2 groupes de six clubs chacun. Les trois premiers disputent le tour final et les trois derniers la poule de relégation. Les trois premiers du tour final sont qualifiés directement pour les demi-finales.
L'Amatori Milan a fusionné avec Rugby Calvisano et devient Amatori & Calvisano. Le Benetton Rugby Trévise bat en finale le Petrarca Simac sur le score de 23 à 14 et remporte son 8e titre. Le match se déroule au Stade Mario-Battaglini à Rovigo.

## Équipes participantes
Les douze équipes sont les suivantes :
| - Amatori & Calvisano Fly Flot - L'Aquila - Benetton Rugby Trévise - CUS Padova Portobello - Fiamme Oro Roma - Mirano Lofra | - Parma Cari - Petrarca Simac - Piacenza Cari - Rugby Roma R.D.S. - Rovigo Femi CZ - San Donà General Membrane |

## Résultats

### Phase de groupe

#### Groupe A
| Rang | Club                 | J  | V | N | D | Pm  | Pe  | Diff | Pts |
| ---- | -------------------- | -- | - | - | - | --- | --- | ---- | --- |
| 1    | Benetton Trévise (T) | 10 | 9 | 0 | 1 | 544 | 189 | +355 | 18  |
| 2    | Rugby Rovigo         | 10 | 6 | 1 | 3 | 277 | 229 | +48  | 13  |
| 3    | Amatori & Calvisano  | 10 | 6 | 1 | 3 | 305 | 227 | +78  | 13  |
| 4    | Piacenza Cari        | 10 | 6 | 0 | 4 | 293 | 258 | +35  | 12  |
| 5    | Mirano Lofra         | 10 | 1 | 0 | 9 | 185 | 415 | -230 | 2   |
| 6    | Fiamme Oro Roma      | 10 | 1 | 0 | 9 | 146 | 432 | -286 | 2   |

|  | Qualifiés pour le tour final (no 1, no 2, no 3) |
|  | T : tenant du titre 1998                        |

Attribution des points :  victoire : 2, match nul : 1, défaite : 0.

#### Groupe B
| Rang | Club                      | J  | V  | N | D | Pm  | Pe  | Diff | Pts |
| ---- | ------------------------- | -- | -- | - | - | --- | --- | ---- | --- |
| 1    | Petrarca Padoue           | 10 | 10 | 0 | 0 | 472 | 150 | +322 | 20  |
| 2    | Rugby Rome                | 10 | 8  | 0 | 2 | 437 | 239 | +198 | 16  |
| 3    | Rugby Parma               | 10 | 5  | 0 | 5 | 216 | 286 | -70  | 10  |
| 4    | CUS Padova Portobello     | 10 | 3  | 0 | 7 | 178 | 269 | -91  | 6   |
| 5    | San Donà General Membrane | 10 | 2  | 0 | 8 | 221 | 371 | -150 | 6   |
| 6    | L'Aquila Rugby            | 10 | 1  | 0 | 9 | 175 | 384 | -209 | 2   |

|  | Qualifiés pour le tour final (no 1, no 2, no 3) |

Attribution des points :  victoire : 2, match nul : 1, défaite : 0.

### Tour final
| Rang | Club             | J  | V | N | D  | Pm  | Pe  | Diff | Pts |
| ---- | ---------------- | -- | - | - | -- | --- | --- | ---- | --- |
| 1    | Benetton Trévise | 10 | 8 | 0 | 2  | 359 | 183 | +176 | 16  |
| 2    | Petrarca Padoue  | 10 | 7 | 0 | 3  | 282 | 145 | +137 | 14  |
| 3    | Rugby Rome       | 10 | 7 | 0 | 3  | 266 | 174 | +92  | 14  |
| 4    | Rugby Calvisano  | 10 | 5 | 0 | 5  | 201 | 252 | -51  | 10  |
| 5    | Rugby Rovigo     | 10 | 3 | 0 | 7  | 170 | 251 | -81  | 6   |
| 6    | Rugby Parma      | 10 | 0 | 0 | 10 | 162 | 433 | -271 | 0   |

|  | Qualifiés pour les demi-finales (no 1, no 2, (no 3) |
|  | Préliminaire (no 4)                                 |

Attribution des points :  victoire : 2, match nul : 1, défaite : 0.

### Tour relégation
| Rang | Club                      | J  | V | N | D | Pm  | Pe  | Diff | Pts |
| ---- | ------------------------- | -- | - | - | - | --- | --- | ---- | --- |
| 1    | Piacenza Cari             | 10 | 8 | 0 | 2 | 356 | 283 | +73  | 16  |
| 2    | San Donà General Membrane | 10 | 6 | 0 | 4 | 321 | 220 | +101 | 12  |
| 3    | L'Aquila Rugby            | 10 | 5 | 0 | 5 | 274 | 253 | +21  | 10  |
| 4    | Mirano Lofra              | 10 | 5 | 0 | 5 | 275 | 286 | -11  | 10  |
| 5    | CUS Padova Portobello     | 10 | 4 | 0 | 6 | 234 | 276 | -42  | 8   |
| 6    | Fiamme Oro Roma           | 10 | 2 | 0 | 8 | 188 | 330 | -142 | 4   |

|  | Relégués (no 5, no 6) |

Attribution des points :  victoire : 2, match nul : 1, défaite : 0.

### Phase finale

#### Match préliminaire
| 1999 | Amatori & Calvisano Fly Flot | 51 – 34 | Bologna Viro |  |
| 1999 |                              |         |              |  |
| 1999 |                              |         |              |  |

#### Tableau
|  | Demi-finales                 | Demi-finales   |                        |    | Finale      | Finale      |
|  | Demi-finales                 | Demi-finales   |                        |    | Finale      | Finale      |
|  |                              |                |                        |    |             |             |
|  | 1999                         | 1999           |                        |    | 25 mai 1999 | 25 mai 1999 |
|  | 1999                         | 1999           |                        |    | 25 mai 1999 | 25 mai 1999 |
|  | Benetton Rugby Trévise       | 64             |                        |    | 25 mai 1999 | 25 mai 1999 |
|  | Benetton Rugby Trévise       | 64             |                        |    | 25 mai 1999 | 25 mai 1999 |
|  | Amatori & Calvisano Fly Flot | 10             |                        |    | 25 mai 1999 | 25 mai 1999 |
|  | Amatori & Calvisano Fly Flot | 10             | Benetton Rugby Trévise | 23 |             |             |
|  | 1999                         |                | Benetton Rugby Trévise | 23 |             |             |
|  |                              | Petrarca Simac | 14                     |    |             |             |
|  | Petrarca Simac               | Petrarca Simac | 14                     | 17 |             |             |
|  | Petrarca Simac               |                |                        | 17 |             |             |
|  | Rugby Roma R.D.S.            | 13             |                        |    |             |             |
|  | Rugby Roma R.D.S.            | 13             |                        |    |             |             |

#### Finale
| 29 mai 1999 | Benetton Rugby Trévise | 23 – 14 | Petrarca Simac | Stade Mario-Battaglini, Rovigo Arbitre : Salera |
| 29 mai 1999 |                        |         |                | Stade Mario-Battaglini, Rovigo Arbitre : Salera |
| 29 mai 1999 |                        |         |                | Stade Mario-Battaglini, Rovigo Arbitre : Salera |

## Vainqueur
| Entraîneur | Entraîneur             | Christian Gajan                                             |
| Avants     | Pilier                 | I. Francescato, L. Perziano, Pozzebon, Rigo, Zamprogna      |
| Avants     | Talonneur              |                                                             |
| Avants     | Deuxième ligne         | Candiago, Walter Cristofoletto, Visser                      |
| Avants     | Troisième ligne aile   | Garozzo, Signori                                            |
| Avants     | Troisième ligne centre | Andrea Sgorlon                                              |
| Arrières   | Demi de mêlée          | M. Dallan, Francesco Mazzariol, Rackham, Alessandro Troncon |
| Arrières   | Demi d'ouverture       | Checchinato, Dotto, Grespan                                 |
| Arrières   | Centre                 | Arancio, Richter, Cor. Pilat                                |
| Arrières   | Ailier                 | Bergamo, Ale. Moscardi, Fabio Ongaro, Scaglia               |
| Arrières   | Arrière                | Lopresti                                                    |